# Lausbihl (Eggenthal)
Lausbihl ist ein Gemeindeteil von Eggenthal im Landkreis Ostallgäu im bayerischen Regierungsbezirk Schwaben.

## Lage
Die Einöde Lausbihl liegt in Oberschwaben auf der Gemarkung Bayersried etwa viereinhalb Kilometer nordwestlich von Eggenthal am westlichen Rand des Gemeindegebiets.

## Geschichte
Die Einöde geht auf eine Hofgründung im Jahr 1738 zurück und gehörte wie die umliegenden Orte zur Ronsberger Herrschaft Schönau zu Stein. Nach deren Teilung gelangte der Ort um 1749 an das Kloster Kempten unter Fürstabt Engelbert von Syrgenstein, in dessen Besitz und Gerichtsbarkeit er bis zur Säkularisation 1803 verblieb. Die Einöde ist auch unter Lausbichl und Zechbüchel bekannt, zurückgehend auf einen Weber Josef Zech, der sich 1814 dort niederließ.
Kirchenrechtlich gehörte Lausbihl zur Pfarrei Baisweil. Der Ort gehörte ursprünglich zur Gemeinde Bayersried und kam zum 1. Januar 1978 durch die Eingemeindung von Bayersried zur Gemeinde Eggenthal.
Der Ortsname könnte auf das Althochdeutsche Luz (Loos) zurückgehen oder auch auf das Alemannische Luß (Lauer auf Wild) zurückgehen und bezeichnet einen Hügel (Bihl oder Bichel).
Nach einer Allgäuer Sage war am Ort einst ein kleiner Hexenhügel.